# Jack Newnes
 (août 2020).
Si vous disposez d'ouvrages ou d'articles de référence ou si vous connaissez des sites web de qualité traitant du thème abordé ici, merci de compléter l'article en donnant les références utiles à sa vérifiabilité et en les liant à la section « Notes et références ».
Pour les articles homonymes, voir Newnes.
Jack Newnes est un footballeur professionnel australien qui joue pour le Carlton Football Club dans la Ligue australienne de football (AFL).

## Biographie
Dans sa jeunesse, Newnes a joué pour le Ivanhoe Junior Football Club dans la Yarra Junior Football League. Newnes a été recruté avec le choix 37[Quoi ?] au repêchage national de 2011, après avoir joué comme ailier pour les Northern Knights dans la TAC Cup. Il a fait ses débuts lors du deuxième tour de la saison 2012 contre les Gold Coast Suns. 
Après huit ans à St Kilda, Newnes a été retiré de la liste à la fin de la saison 2019 de l'AFL pour lui permettre d'explorer ses options en tant qu'agent libre. Il a ensuite été signé par Carlton.